# Комуністична партія Венесуели
Комуністична партія Венесуели (ісп. Partido Comunista de Venezuela) — марксистсько-ленінська політична партія Венесуели, нині є найстарішою в країні партією. Молодіжним крилом партії є організація Комуністична молодь Венесуели (ісп. Juventud Comunista de Venezuela), центральний друкований орган — газета Народна трибуна, (ісп. Tribuna Popular).

## Історія партії
КПВ була утворена 5 березня 1931 року. Партія виникла за часів правління Хуана Гомеса та з самого початку була змушена діяти у підпіллі. В серпні 1935 року КПВ була прийнята до Комінтерну.
I національна конференція КПВ відбулась у серпні 1937 року в місті Маракай. На ній були обрані керівні органи, ухвалено низку заходів, спрямованих на організаційне посилення партії.
КПВ підтримувала уряд генерала Медіни Ангаріти (1941—1945), однак офіційно партія була легалізована тільки після конституційної реформи в серпні 1945 року.
1946 року двох членів Компартії, Хуана Баутісту Фуенмайора та Густаво Мачадо було обрано до Конституційної асамблеї. В листопаді того ж року відбувся I з'їзд КПВ, що ухвалив політичні тези і статут партії. У вересні 1947 року була заснована молодіжна організація КПВ, «Комуністична молодь Венесуели» (КМВ).
На президентських виборах 1947 року КПВ висунула своїм кандидатом Густаво Мачадо, який набрав 3,33 % голосів (президентом було обрано Ромуло Гальєгоса).
У серпні 1948 року відбувся II з'їзд КПВ. На ньому комуністи закликали всі прогресивні сили країни сформувати єдиний фронт боротьби проти імперіалістичних монополій та внутрішньої реакції.
КПВ виступила проти військового перевороту (листопад 1948), коли владу захопила хунта Дельгадо Чальбо. У травні 1950 партія брала участь в антиурядовому страйку нафтовиків, після чого її діяльність було заборонено. За часів диктаторського режиму Переса Хіменеса (1952—1958) Компартія перебувала на нелегальному положенні, її члени жорстоко переслідувались.
1957 року КПВ виступила ініціатором створення Патріотичної хунти, яка ставила собі на меті ліквідацію диктатури. До складу хунти увійшли також представники «Демократичної дії», Республіканського демократичного союзу та партії КОПЕЙ.
Після ліквідації диктатури 1958 року Компартія вийшла з підпілля. На загальних виборах у грудні того ж року комуністи здобули 9 місць у Конгресі, а підтриманий ними кандидат на пост президента від Республіканського демократичного союзу Ларрасабаль набрав майже 35 % голосів, поступившись Ромуло Бетанкуру.
1959 року за участі КПВ були створені Конфедерація трудящих Венесуели та Національна селянська федерація.
III з'їзд партії, що відбувся в березні 1961 року, поставив завдання завдати поразки урядовій політиці капітуляції перед імперіалізмом США, постановив боротись за створення демократичного й патріотичного уряду всіма можливими способами, в тому числі з використанням методів збройної боротьби. Також на з'їзді було прийнято політичні тези й новий статут.
У травні 1961 року революційно налаштовані військовики за підтримки комуністів і Революційного лівого руху (MIR) підбурили в містах Карупано й Пуерто-Кабельйо повстання проти уряду Ромуло Бетанкура. Після їхнього придушення КПВ була знову заборонена, а багатьох з її керівників, в тому числі Альберто Ловера та генеральний секретар Фаріа, було ув'язнено, дехто був змушений залишити Венесуелу. В країні розгорнулась збройна боротьба.
У жовтні 1965 року в Каракасі агентами політичної поліції був заарештований та вбитий один із керівників компартії Альберто Ловера, згодом його тіло було виявлено зі слідами тортур.
Після 1966 року КПВ відмовилась від збройної боротьби, визнавши її безперспективною за наявних умов.
У лютому 1967 року КПВ організувала втечу з в'язниці Сан-Карлос трьох своїх керівників — Помпейо Маркеса, Гільєрмо Гарсія Понсе й Теодоро Петкова. VIII пленум ЦК КПВ, що відбувся у квітні того ж року звернувся до всіх демократичних сил із закликом створити широкий фронт цивільних та військових осіб заради досягнення прогресивних змін, які мали б відкрити шлях до незалежного розвитку країни.
Будучи забороненою, КПВ брала участь у парламентських виборах у грудні 1968 року під назвою «Союз руху вперед», здобувши 6 місць у Національному конгресі.
У березні 1969 року уряд Рафаеля Кальдери легалізував Компартію. XIII пленум ЦК КПВ у травні того ж року виступив за розширення антиімперіалістичних заходів на захист суверенітету й незалежності країни, за націоналізацію нафтової промисловості та встановлення дипломатичних і торгових відносин із Радянським Союзом.
IV з'їзд Компартії (січень 1971) ухвалив політичну декларацію, програм найближчих вимог, новий статут і намітив лінію боротьби проти імперіалізму, за глибинні соціальні перетворення. Компартія активізувала свою діяльність, посилила вплив у масах, її чисельність до січня 1973 року збільшилась до 16 000 членів. Незважаючи на це, результати КПВ на всіх подальших виборах залишались низькими за умов існування де-факто двопартійної системи. Так на загальних виборах 1973 року комуністи здобули 0,69 % голосів і отримали 2 місця в парламенті, а 1978 року кандидат Компартії Ектор Мухіка набрав лише 0,55 %.
На V з'їзді КПВ, що відбувся у липні 1974 року, була ухвалена політична декларація, внесено зміни до статуту партії. З'їзд поставив завдання подальшого організованого посилення КПВ, активізації діяльності всіх комуністів серед мас трудящих, підвищення рівню ідеологічної роботи. У серпні 1975 року компартія провела VII національну конференцію, присвячену роботі комуністів у масах, зокрема у профспілках.
8-11 серпня 1980 року в Каракасі відбувся VI з'їзд КПВ; було ухвалено нову програму партії та політичну декларацію. На наступному VII з'їзді, що відбувався з 23 до 27 листопада 1985 року, Фаріа посів пост голови, а Алонсо Охеда став генеральним секретарем КПВ.
На президентських виборах у грудні 1993 року Компартія підтримала Рафаеля Кальдеру, кандидата від коаліції «Національна конвергенція», який здобув перемогу з результатом 30,46 % голосів, однак невдовзі КПВ перейшла до опозиції до нового уряду через незгоду з його соціально-економічною політикою.

## Сучасний стан

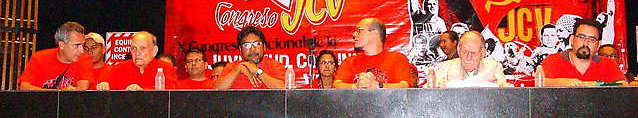
X Конгрес «Комуністичної молоді Венесуели», 2006

1998 року комуністи виступили на підтримку висунутого кандидатом на пост президента країни від коаліції «Патріотичний полюс» Уго Чавеса. Останній переміг, здобувши 56,20 % голосів виборців. З тих пір Компартія підтримує політичний курс президента на побудову соціалізму XXI століття.
За підсумками парламентських виборів 2005 року партія здобула 8 місць у Національній асамблеї.
З 3 до 4 березня 2007 року в Каракасі відбувся XIII позачерговий з'їзд КПВ, на якому обговорювалось питання про можливе входження Компартії до Єдиної соціалістичної партії Венесуели (ЄСПВ), яку створював Уго Чавес. З'їзд висловив підтримку політичної лінії президента, однак відмовився шляхом саморозпуску приєднатись до ЄСПВ. КПВ заявила про необхідність створення Широкого Антиімперіалістичного Фронту на національному й континентальному рівнях.
На виборах у жовтні 2010 року виступила в блоці з ЄСПВ, отримала одне місце в Національній асамблеї замість колишніх восьми, хоча загальна кількість відданих за партію голосів значно збільшилась з часу попередніх виборів.

## Керівництво партії
Відповідно до статуту КПВ базується на принципах демократичного централізму. Вищим органом партії є з'їзд, у перервах між з'їздами — ЦК, який обирає Політбюро, генерального секретаря та голову партії. Політбюро обирає Секретаріат.

## Список керівників
Генеральні секретарі:
- Хуан Баутіста Фуенмайор (1937—1946)
- Хесус Фаріа (1953—1985)
- Алонсо Охеда Олаечеа (1985—1990)
- Тріно Мелеан (1990—1996)
- Оскар Фігера (1996—)

Голова:
- Густаво Мачадо (1971—1983)
- Хесус Фаріа (1985—1990)
- Педро Ортега Діас (? — 2006)
- Херонімо Каррера Дамас (2006—)